# 西渓湿地南駅
西渓湿地南駅（せいけいしっちみなみえき）は、中華人民共和国浙江省杭州市西湖区天目山路に位置する杭州地下鉄3号線の駅である。

## 歴史
- 2022年6月10日：開業[1]。

## 駅構造
島式ホーム2面4線を有する地下駅。呉山前村駅方面に行く本線と石馬駅方面に行く支線とで対面乗り換えが可能な構造となっている。本線は外側の2線に使用し、支線は間の2線に使用する。将来的に支線は3号線から分離され、14号線の一部に転用されることになっている。

### のりば
↑北
| 番線 | 路線            | 行先                   |
| ---- | --------------- | ---------------------- |
| 1    | ■ 3号線（本線） | 火車西站・呉山前村方面 |
| 3    | ■ 3号線（支線） | 石馬方面               |
| 4    | ■ 3号線（支線） | 武林広場・星橋方面     |
| 2    | ■ 3号線（本線） | 武林広場・星橋方面     |

（出典：杭州地下鉄：構内図 ）

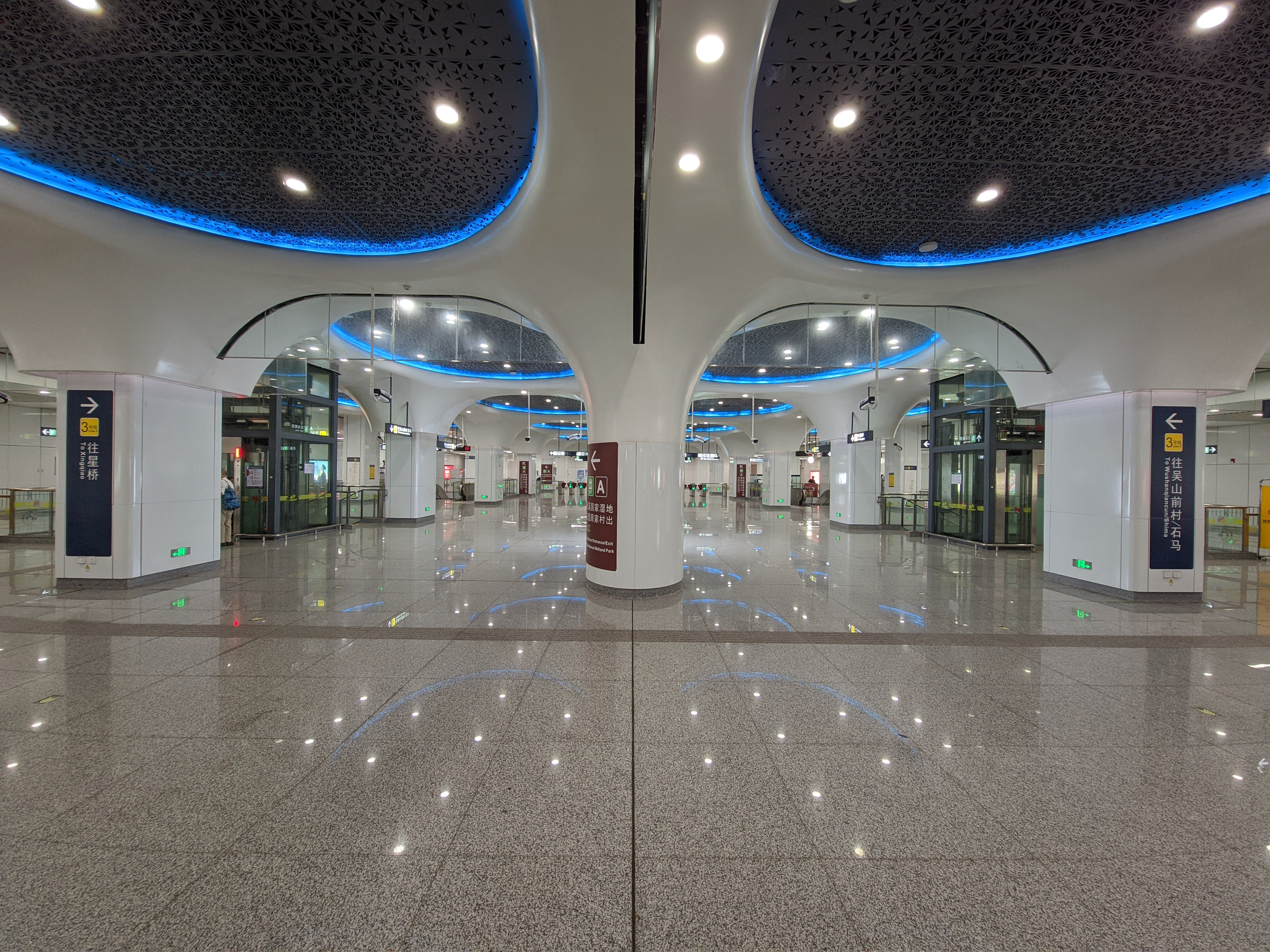
コンコース
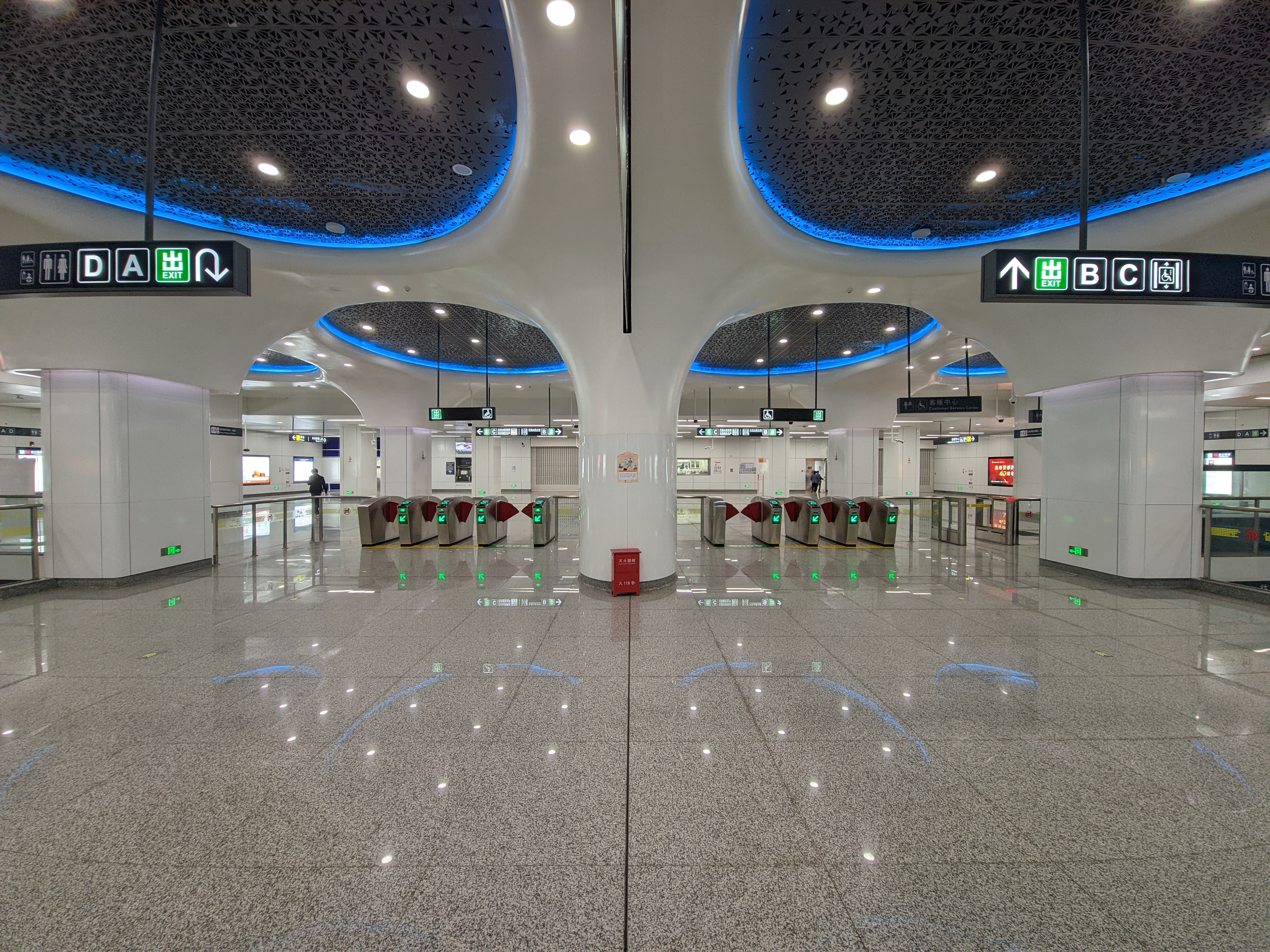
西改札
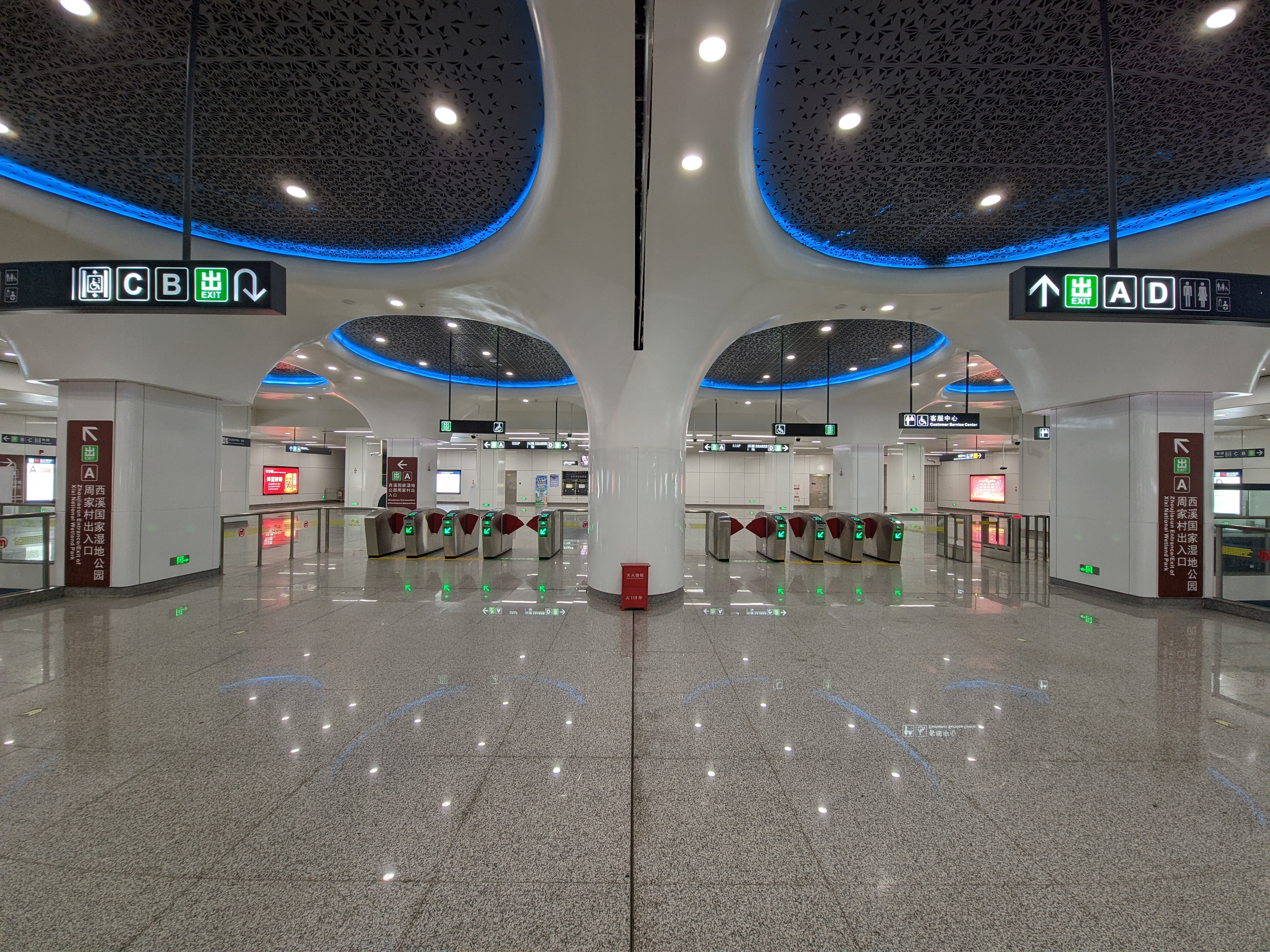
東改札
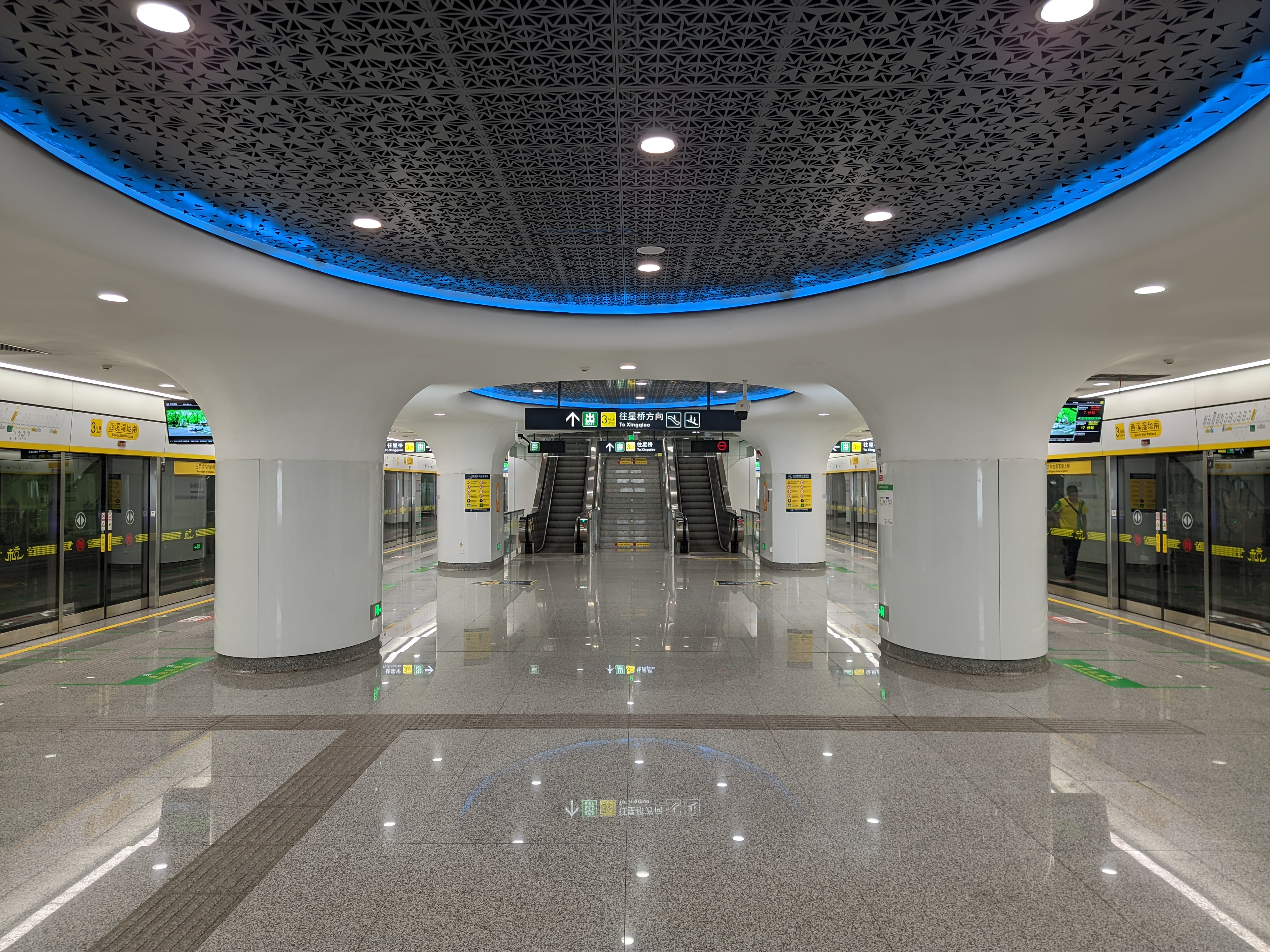
呉山前村と石馬方面ホーム
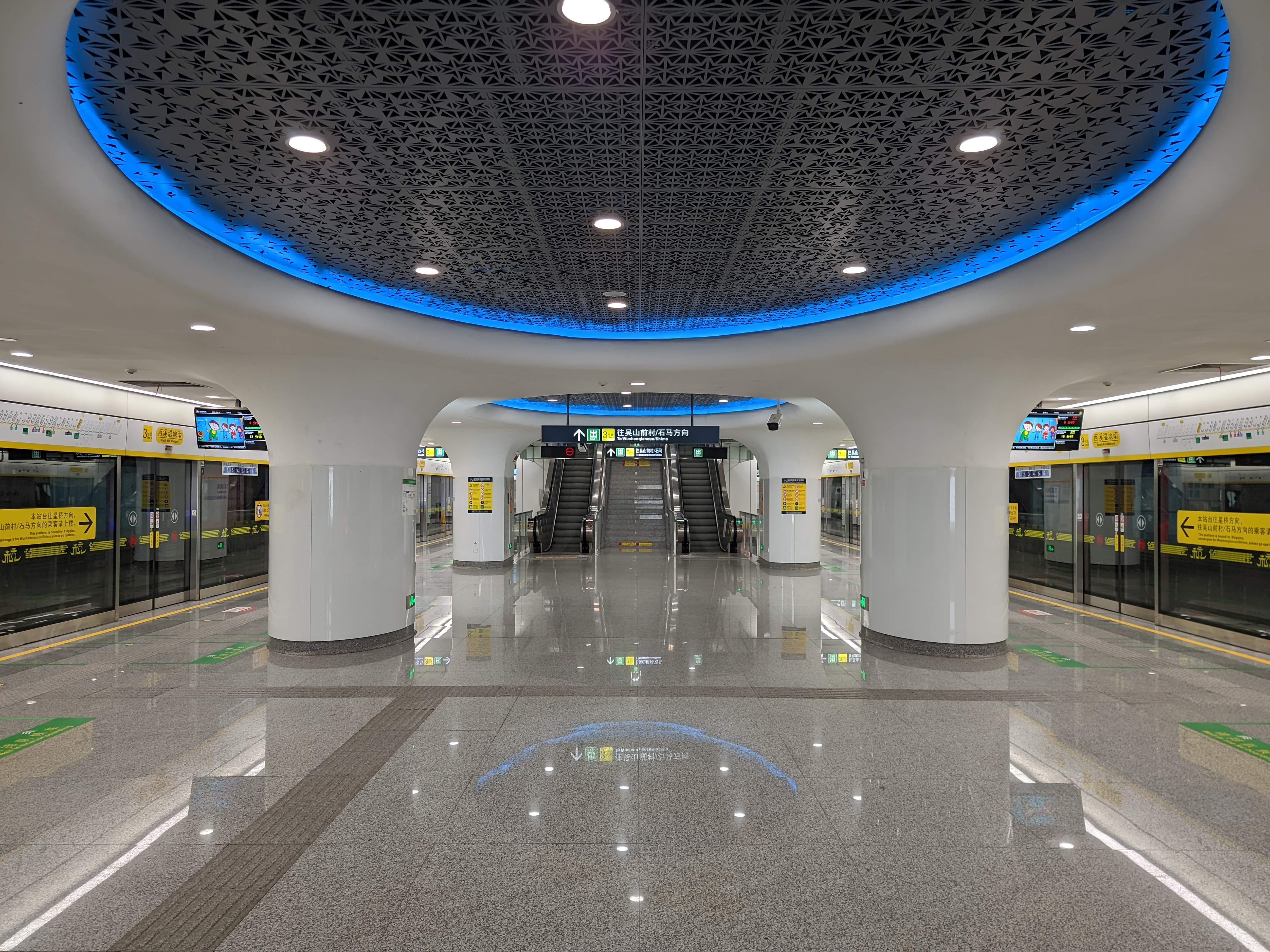
星橋方面ホーム

## 駅周辺
- 西渓湿地

## 隣の駅
杭州地下鉄
■ 3号線（本線）
洪園駅 - 西渓湿地南駅 - 花塢駅
■ 3号線（支線）
留下駅 - 西渓湿地南駅